# Maidières
Maidières é uma comuna francesa na região administrativa de Grande Leste, no departamento de Meurthe-et-Moselle. Estende-se por uma área de 1,81 km². Em 2010 a comuna tinha 1 570 habitantes (densidade: 867,4 hab./km²).